# Бибиков, Василий Ильич
Васи́лий Ильи́ч Би́биков (1740—1787) — русский драматург, цензор театральных пьес и актёр-любитель, камергер, тайный советник из рода Бибиковых, более всего известный как заведующий русскими театрами. Считается одним из первых «насадителей» театрального дела в России.

## Биография
Родился в 1740 году семье инженер-генерал-поручика И. А. Бибикова. Службу начал в Сухопутном шляхетском корпусе в чине капитан-поручика. Был одним из участников дворцового переворота 28 июня 1762 года, за что впоследствии был пожалован императрицей Екатериной II поместьями и чином камер-юнкера. Был депутатом от елецкого дворянства в период работы комиссии по составлении нового уложения, имея к тому моменту чин капитана Семёновского полка.
Находясь под влиянием А. Сумарокова, совместно с А. А. Волковым, И. И. Кропотовым и П. И. Мелиссино принимал участие в так называемых «кавалерских» представлениях комедий, ставившихся в придворном театре; по некоторым сведениям, некоторые спектакли ставил сам. По данным С. А. Порошина, женские роли в этих спектаклях иногда исполнялись сёстрами Бибикова. Известно также, что он присутствовал при первом чтении Д. И. Фонвизиным своей комедии «Бригадир».
12 декабря 1765 года был по личному выбору императрицы назначен «иметь дирекцию над Российским театром и всему, что до оного принадлежит, быть в его ведомстве». В 1779 сменил И. П. Елагина на должности «директора над зрелищами и музыкой», став заведующим русской труппой. Одним из его первых нововведений на данном посту стало приглашение в императорские театры новых актёров, как русских, так и иностранных. Именно ему принятием на петербургскую сцену обязан П. А. Плавильщиков.
Масон, в первой половине 1770-х посещал заседания петербургских лож «Совершенного согласия» и «Девяти муз».
По его выбору и настоянию в 1779 году было учреждено петербургское театральное училище, сделавшееся, согласно ЭСБЕ, «рассадником» русских актёров. Драматическое искусство в этом учебном заведении преподавал И. А. Дмитревский. В 1780 году Бибиков сопровождал императрицу в её в путешествии по России с «отборною музыкою» и итальянской труппой, после чего Екатерина II посчитала «непорядочным ведение расходов» по театральной дирекции. 14 февраля 1786 года управление всеми театрами было передано С. Ф. Стрекалову, а Бибиков вновь стал заведовать русской труппой.
На рубеже 1765—1766 годов написал комедию «Лихоимец» на сюжет из русской жизни, которая с большим успехом шла на сценах столичных театров. В 1768 году стал камергером, затем получил чин тайного советника, на службе при дворе оставался до конца жизни. Умер в 1787 году.